# Église de la Résurrection-du-Christ de Foros
Pour les articles homonymes, voir Église de la Résurrection.
L'église de la Résurrection-du-Christ est une attraction touristique populaire de Foros, banlieue de Yalta en Crimée. Elle est surtout connue pour sa situation panoramique, donnant sur le littoral de la mer Noire à partir d'une falaise de 400 mètres.

## Historique

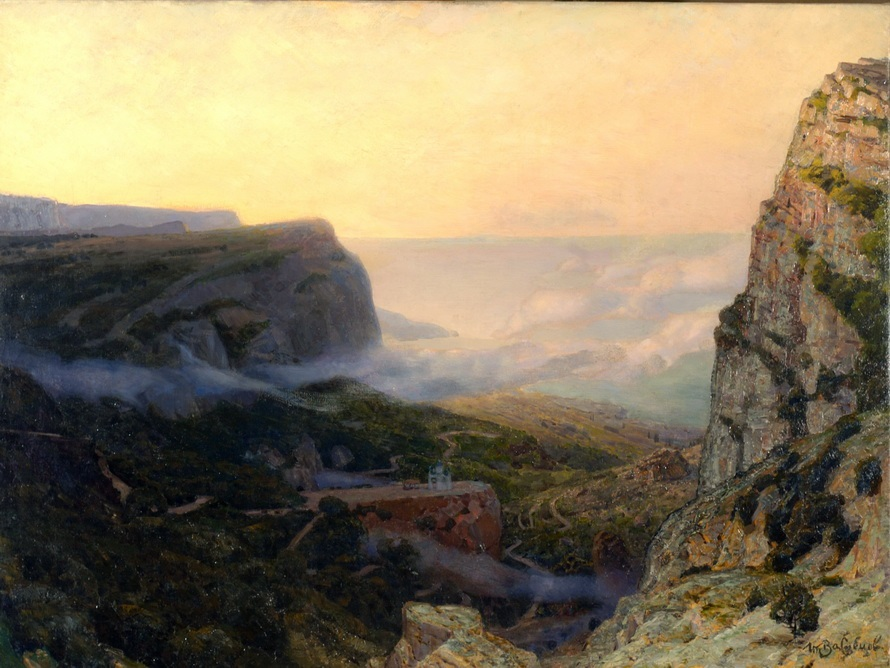
L'église de la Résurrection, Foros, Crimée, vue depuis la porte de Baydar par Apollinaire Vasnetsov.

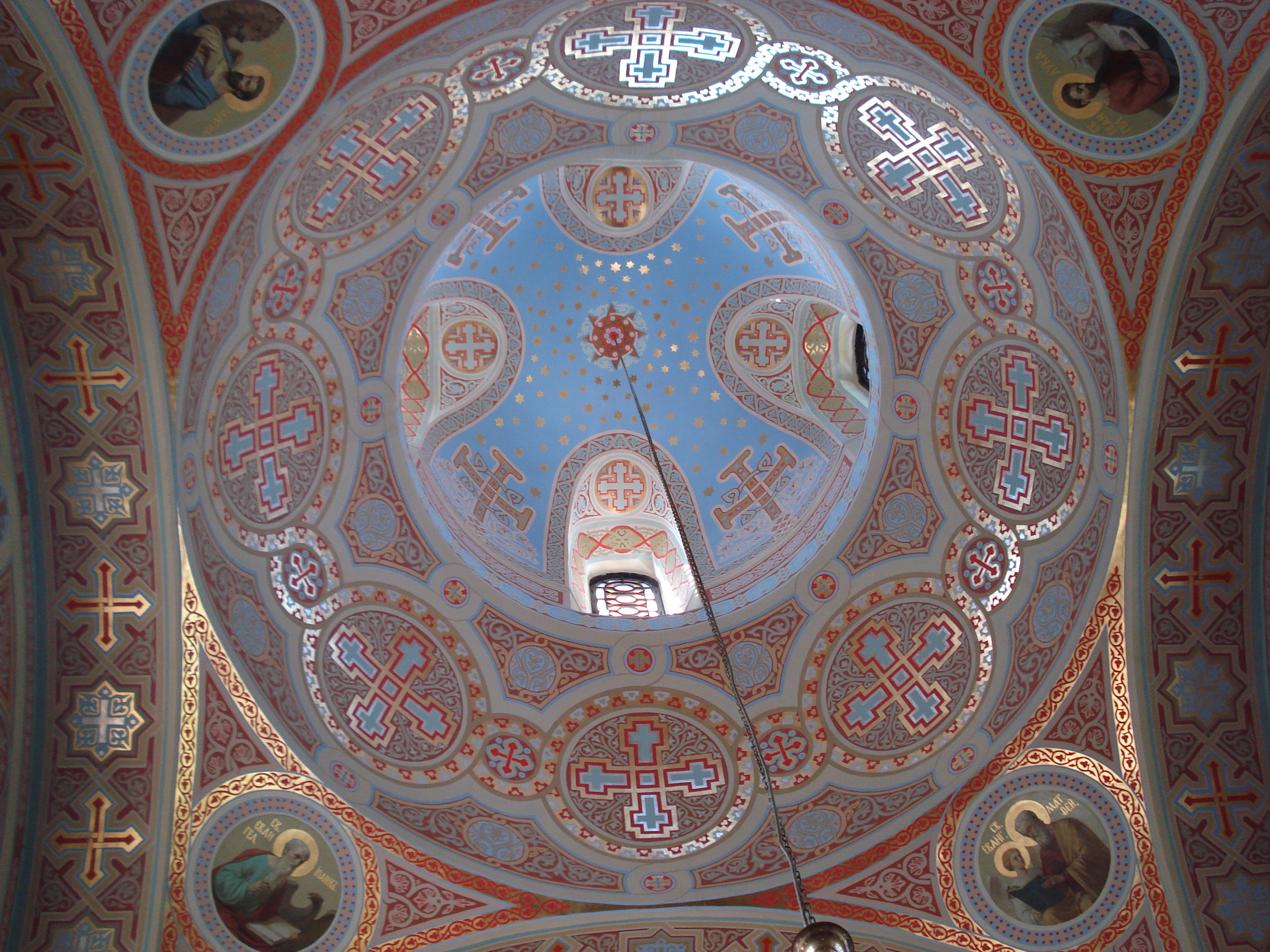
Détail intérieur de la coupole.

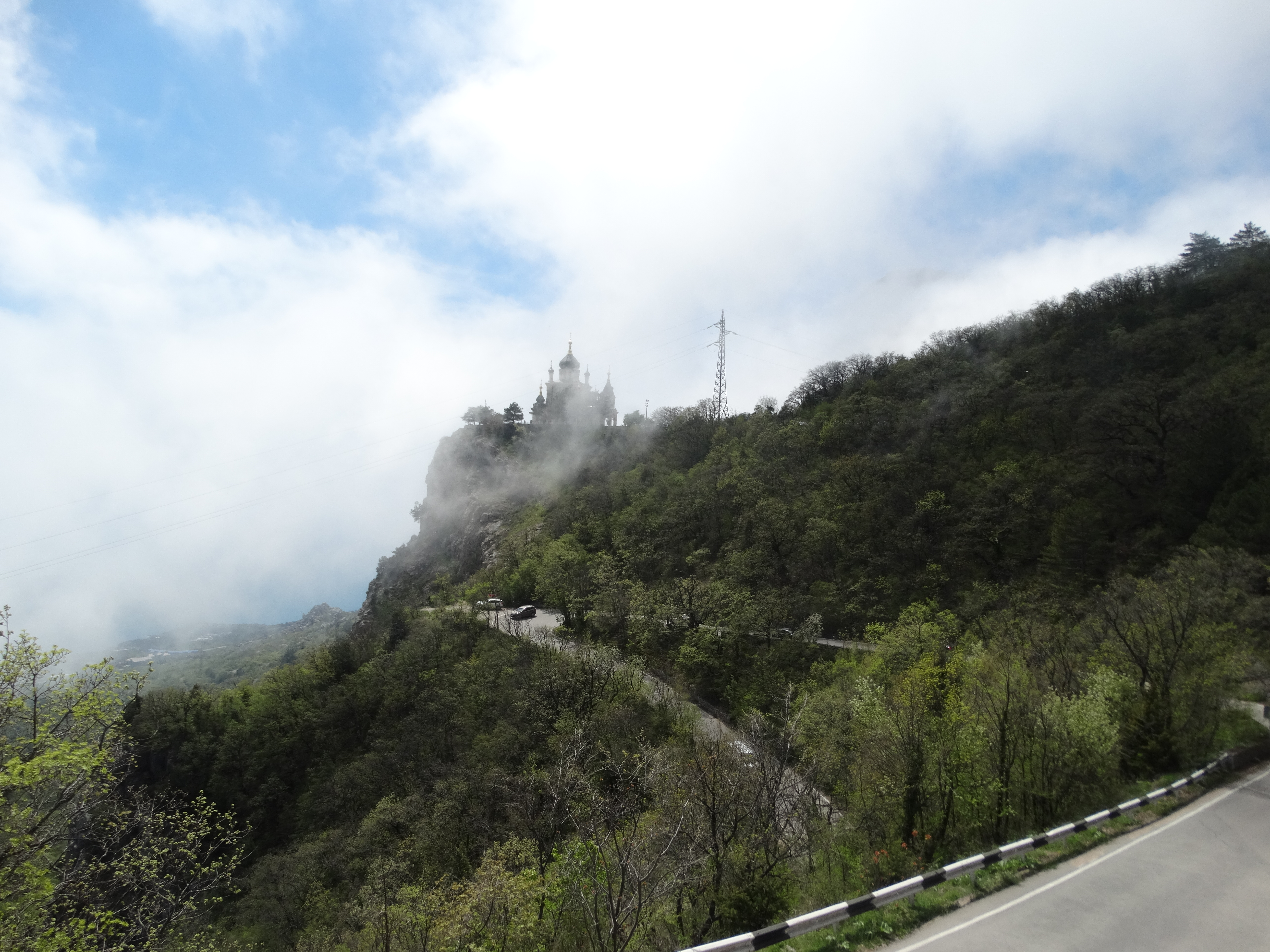
Cathédrale dans les nuages.

L'église, consacrée à la Résurrection du Christ, surplombe le village de Foros. Elle a été commandée par le millionnaire Alexandre Kouznetsov, fondateur de la station balnéaire de Foros. Elle est construite pour commémorer la survie d'Alexandre III dans la catastrophe ferroviaire de Borki (1888). Alexandre Kouznetsov, riche négociant moscovite de thé, commande les plans de l'église à Nikolaï Tchaguine, célèbre architecte de Wilno, qui la conçoit dans un mélange bizarre de trois styles: baroque, néo-russe et néo-byzantin.
L'église est consacrée en 1892 en présence de Constantin Pobiedonostsev. Le dernier empereur, Nicolas II, et sa femme sont venus prier à l'église de Foros le jour du dixième anniversaire de l'accident de Borki.
Après la révolution, l'église est fermée par les autorités. Le prêtre desservant est exilé en Sibérie et les fresques sont repeintes en blanc. Le bâtiment est utilisé comme snack-bar pour les touristes jusqu'en 1969. Il est vide pendant les années 1970 et 1980.
Il a depuis été rendu à l'Église orthodoxe et a connu quatre campagnes de restauration sous l'égide de Leonid Koutchma.